# Iván Prado Sejas
Iván Prado Sejas (Tarata, departamento de Cochabamba, Bolivia, 1953) es un psicólogo, escritor y poeta boliviano que escribe sobro todo novelas fantásticas y ciencia ficción, sobre todo en español, pero también en quechua.

## Biografía
Iván Prado Sejas nació en 1953 en Tarata en el departamento de Cochabamba. Estudió Psicología en la Universidad de Brasilia, donde alcanzó su licenciatura en 1978. Después estudió Dirección y Administración de Empresas en la Universidad Privada Boliviana y se graduó magíster.

## Labor literaria
Iván Prado Sejas comenzó a escribir a mediados de los años 1970 cuando estudiaba en la universidad. Escribió poemas y cuentos. En 1998 ganó el premio literario del Ministerio de Educación de Bolivia con su novela corta en quechua “Inka Kutimunña” (“El Inca se ha vuelto”), en la cual describe la toma del poder por los indígenas. Solo en 2004 decidió escribir y publicar sus obras regularmente. En 2006 salió su novela Las amazonas – Poder y gloria en lengua castellana. Después aparecieron más obras en castellano, El crepúsculo en la noche de los tiempos en 2008, Samay Pata – al rescate de los Selenitas en 2012 y Los sueños del padre en 2009.
En 2020, Iván Prado y 24 otros escritores de Bolivia fundaron un “PEN Quechua” con sede en Cochabamba, que en septiembre de 2021 fue reconocido por el PEN Club Internacional como miembro. Iván Prado fue elegido presidente; los demás miembros del primer directorio fueron Esther Balboa Bustamante, Juan Clavijo Román, Gonzalo Montero Lara y Julieta Zurita Cavero.
La literatura de Iván Prado se orienta hacia la fantástica y ciencia ficción y trata, según él, de temas sociales y políticos en el Perú y el mundo.

## Obras

### Novelas en quechua
- 1998: Inka Kutimunña

### Novelas en castellano
- 2006: Las amazonas. Poder y gloria
- 2008: El crepúsculo en la noche de los tiempos
- 2012: Samay Pata: al rescate de los Selenitas

### Cuentos
- 2009: Los sueños del padre

### Poesía
- 2010: Arawi valluno
- 2011: Mujer eterna

### Artículos
- 1989: Qhaway. Ensayo de aproximación psicológica en el contexto quechua (en quechua boliviano). Presentación (p. 7–8) y traducción al castellano de Esther Balboa Bustamante, revisión de Miguel Ángel Quiroga F. Runayay 2. Publicación semestral del Instituto de Investigaciones, Facultad de Humanidades, Universidad Mayor de San Simón, No. 2, Cochabamba (Bolivia) 1989, pp. 7–24.